# 12537 Kendriddle
12537 Kendriddle eller 1998 MT34 är en asteroid i huvudbältet som upptäcktes den 24 juni 1998 av LINEAR i Socorro County, New Mexico. Den är uppkallad efter Kendra LeeAnn Riddle.
Asteroiden har en diameter på ungefär 5 kilometer och den tillhör asteroidgruppen Baptistina.